# جيمس ماكدوغال
جيمس ماكدوغال هو لاعب هوكي الحقل كندي، ولد في 30 يونيو 1944.

## وصلات خارجية
- جيمس ماكدوغال على موقع أوليمبيديا (الإنجليزية)
- جيمس ماكدوغال على موقع اللجنة الأولمبية الكندية (الإنجليزية)